# Mourad Ier
Pour les articles homonymes, voir Murad.
Mourad Ier (turc : I. Murad) est né à Brousse le 29 juin 1326 et mort le 15 juin 1389 à la bataille de Kosovo Polje. A la mort de son père, Orhan, en mars 1362, il lui succède comme souverain ottoman. Sa mère est la princesse byzantine Holofira (Hélène) connue sous le nom turc de Nilüfer Hatun.
Il est le premier souverain ottoman à porter le titre de sultan.
Il a une fille et cinq fils : Yakub Çelebi, Bayezid/Bajazet, Savci Bey, Yahşi Bey et Ibrahim. Il meurt en 1389 à la suite de la première bataille de Kosovo : Bajazet lui succède sous le nom de Bayezid Ier.

## Biographie

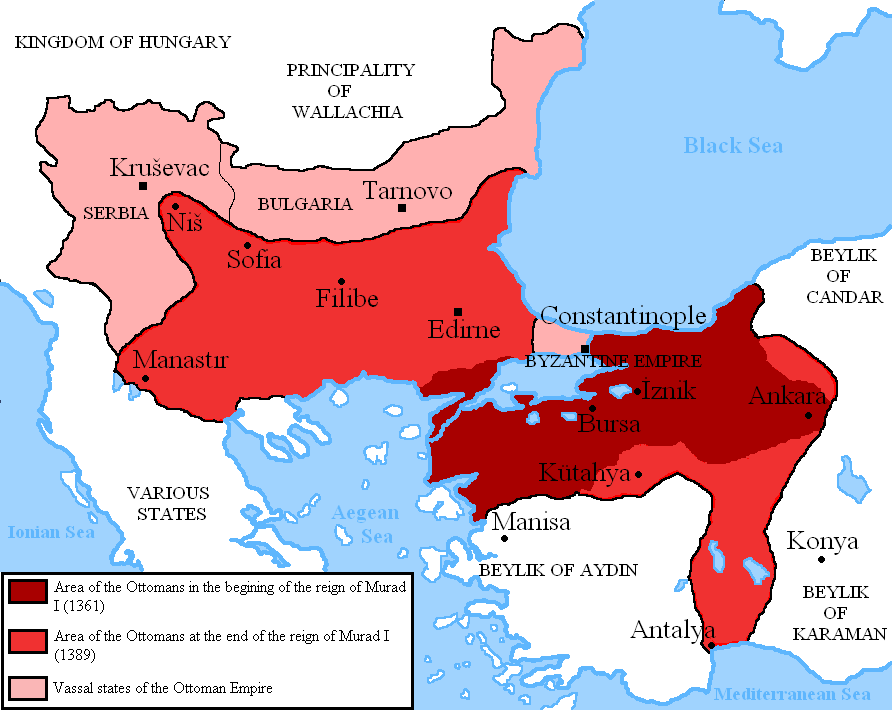
Expansion de l'empire ottoman lors du règne Mourad Ier.

Il reçoit son éducation de sa mère, princesse byzantine puis il va à l'université de Bursa, que son père a construite, pour y faire des études d’arts, de sciences et de théologie.
Mourad accomplit des réformes dans l’organisation de l'État. Il crée le divan, c’est-à-dire le conseil des ministres du gouvernement, le commandant en chef (beylerbeyi, grand seigneur), le juge militaire (kadiasker) et la fonction de ministre des finances (defterdar, gardien du registre) dont les titulaires sont choisis par Mourad hors de la famille ottomane. 
Il crée aussi une fonction de grand vizir à la manière des souverains arabes. 
Mourad rédige la loi du timar qui donne aux cavaliers sipahi un fief dans les territoires annexés qui peut rapporter de 10 000 à 100 000 akçe et apporter de 5 à 20 hommes de troupe pour l’armée. 
Il est également connu pour être le fondateur du corps des janissaires qui vont constituer les troupes d'élite de l'armée ottomane pour les siècles à venir. Ceux-ci sont au départ recrutés parmi les captifs de guerre chrétiens.Il inaugure par la suite le devchirmé, une politique de recrutement de jeunes chrétiens (acemî oğlan, jeune apprenti) qui serviront dans l'armée et l'administration ottomanes. Il divise son empire en deux : l'Anatolie (Anadolu) pour la partie asiatique et Roumélie (Rumeli) pour la partie européenne.
Dès 1360 les Ottomans entrent en Thrace par Gallipoli et prennent Andrinople (Edirne) au cours de l'année 1365, encerclant les restes de l'empire byzantin.
Il prend le titre de sultan en 1363.

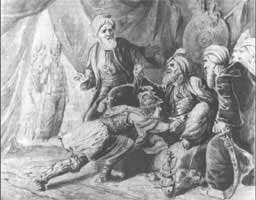
Miloš tue Mourad par Anastas Jovanović.

En 1366, une expédition envoyée au secours de Byzance par Amédée VI de Savoie, cousin de Jean VI Cantacuzène, reprend Gallipoli, qui reste byzantine jusqu'en 1377. Mourad contraint l’Empereur de Byzance à payer un tribut (1373).
Dans les années 1370, Mourad étend son domaine en Europe. À la bataille de la Maritsa (septembre 1371) son lieutenant, Lala Şâhin Pacha (Lalaşahin), détruit l’armée du roi serbe Vukašin Mrnjavčević, bien que celle-ci soit beaucoup plus nombreuse. Mourad nomme ce lieutenant premier gouverneur (beylerbey) de Roumélie.
En 1372, le tsar de Bulgarie Ivan Chichman donne sa sœur Tamara Desislava en mariage à Mourad. La même année, l'empereur byzantin Jean V Paléologue, en tant que vassal de Mourad, doit l'accompagner dans une campagne en Asie mineure. Profitant de leur absence, Andronic, fils de Jean V, conspire pour s'emparer du pouvoir avec l'aide de Savci Bey, fils de Mourad, qui veut aussi remplacer son père sur le trône. Mourad, ayant découvert le complot, ordonne qu'on crève les yeux aux deux princes suivant l'usage byzantin.
Après la reprise de Gallipoli, Mourad pénétre plus avant en Bulgarie, prenant Sofia en 1385.
Les Serbes remportent la bataille de Plocnik en 1387. Deux ans plus tard, Mourad repart de nouveau vers l’ouest et c'est la victoire de Kosovo Polje qui fait passer la Serbie sous le contrôle ottoman. Le roi de Serbie Lazar Hrebeljanović y est tué.
Mourad est poignardé au cours de la bataille ou après celle-ci alors qu'il visite le champ de bataille.
Il est enterré à Pristina (au Kosovo). Son mausolée (turbe) ayant survécu à l'épreuve du temps, il peut être visité de nos jours.